# Michał Bednarczyk
Michał Bednarczyk (ur. 4 września 1992 w Chorzowie) – polski piłkarz ręczny, grający na pozycji rozgrywającego obecnie reprezentuje barwy MTS Chrzanów.

## Przebieg kariery
Michał Bednarczyk jest wychowankiem juniorskiego klubu MKS Zryw Chorzów. Przygodę z profesjonalną piłką ręczną rozpoczął w sezonie 2011/2012 w 1 ligowym MTSie Chrzanów. W Chrzanowskim zespole na pierwszoligowych parkietach zadebiutował 17 września 2011 roku, którym przeciwnikiem był KS Czuwaj Przemyśl przegrywając to spotkanie 40:35. W drużynie MTSu Chrzanów rozegrał jeden sezon występując w 20 spotkaniach, zdobywając w nim 36 bramki. W sezonie 2012/2013 występował w 1 ligowym GKS Olimpia Piekary Śląskie, rozgrywając w nim jeden sezon, w którym rozegrał 25 meczów, zdobywając 45 bramek. Od 2013 roku występuje w drużynie Górnika Zabrze grający w PGNiG Superlidze. Na najwyższym strzeblu rozgrywek krajowych zadebiutował 5 grudnia 2013 roku w meczu, którym przeciwnikiem był MKS Piotrkowianin Piotrków Trybunalski, wówczas Zabrzański klub wygrał 37:26. Pierwszą bramkę w PGNiG zdobył 2 marca 2014 roku w meczu z MMTSem Kwidzyn wygrywając 39:34. Z drużyną Górnika Zabrze zdobył brązowy medal w Mistrzostwach Polski w sezonie 2013/2014, natomiast w sezonie 2014/2015 piąte miejsce. W tym samym sezonie wywalczył brązowy medal w rozgrywkach Pucharu Polski, pokonując w meczu o trzecie miejsce KS Azoty-Puławy.
Obecnie ponownie reprezentuje barwy MTS-u Chrzanów

## Kariera klubowa
- 2011–2012 – MTS Chrzanów
- 2012–2013 – GKS Olimpia Piekary Śląskie
- 2013–2015 – Górnik Zabrze.
- od 2015  – MTS Chrzanów

## Sukcesy
2013/2014 -  Brązowy medalista Mistrzostw Polski w rozgrywkach PGNiG Superligi Mężczyzn.
2014/2015 - Piąte miejsce w rozgrywkach  PGNiG Superligi Mężczyzn.
2015 - Brązowy medalista w rozgrywkach Pucharu Polski w piłce ręcznej mężczyzn

## Bilans klubowy w rozgrywkach ligowych
| Sezon     | Klub                    | Liga            | Mecze | Bramki | 2 min | U |
| 2011/2012 | MTS Chrzanów            | 1. Liga         | 20    | 36     | 1     | 0 |
| 2012/2013 | GKS Olimpia Piekary Śl. | 1. Liga         | 25    | 45     | 6     | 0 |
| 2013/2014 | Górnik Zabrze           | PGNiG Superliga | 3     | 1      | 1     | 0 |
| 2014/2015 | Górnik Zabrze           | PGNiG Superliga | 6     | 6      | 0     | 0 |
| 2015/2016 | MTS Chrzanów            | 1. Liga         | 26    | 84     | 13    | 9 |
|           |                         | Razem           | 80    | 172    | 21    | 9 |